# Nazionale olimpica di calcio del Gabon
La nazionale olimpica gabonese di calcio è la rappresentativa calcistica del Gabon che rappresenta l'omonimo stato ai giochi olimpici.

## Storia
La nazionale olimpica gabonese ha partecipato a una sola Olimpiade, quella di Londra 2012; Nel torneo arriva terza ai gironi e viene eliminata. Ottiene 2 punti grazie a un 1-1 con la Svizzera e uno 0-0 con la Corea del Sud. Perde la partita contro il Messico per 0-2. L'unico gol viene realizzato da Pierre-Emerick Aubameyang.

## Statistiche dettagliate sui tornei internazionali

### Giochi olimpici
| Anno | Luogo             | Piazzamento      | V | N | P | Gol |
| ---- | ----------------- | ---------------- | - | - | - | --- |
| 1952 | Helsinki          | Non partecipante | - | - | - | -   |
| 1956 | Melbourne         | Non partecipante | - | - | - | -   |
| 1960 | Roma              | Non partecipante | - | - | - | -   |
| 1964 | Tokyo             | Non partecipante | - | - | - | -   |
| 1968 | Città del Messico | Non qualificata  | - | - | - | -   |
| 1972 | Monaco di Baviera | Ritirata         | - | - | - | -   |
| 1976 | Montréal          | Non partecipante | - | - | - | -   |
| 1980 | Mosca             | Non partecipante | - | - | - | -   |
| 1984 | Los Angeles       | Non qualificata  | - | - | - | -   |
| 1988 | Seul              | Non partecipante | - | - | - | -   |
| 1992 | Barcellona        | Squalificata     | - | - | - | -   |
| 1996 | Atlanta           | Non qualificata  | - | - | - | -   |
| 2000 | Sydney            | Non qualificata  | - | - | - | -   |
| 2004 | Atene             | Non partecipante | - | - | - | -   |
| 2008 | Pechino           | Non partecipante | - | - | - | -   |
| 2012 | Londra            | Primo turno      | 0 | 2 | 1 | 1:3 |
| 2016 | Rio de Janeiro    | Non qualificata  | - | - | - | -   |
| 2020 | Tokyo             | Non qualificata  | - | - | - | -   |
| 2024 | Parigi            |                  | - | - | - | -   |

## Tutte le rose

### Giochi olimpici
Calcio ai Giochi Olimpici Estivi 20121 Ovono, 2 Dinda, 3 Nzambé, 4 Engonga, 6 Ebanega, 7 Nono, 8 N'Doumbou, 9 Aubameyang, 10 Madinda, 11 Méyé, 12 Tandjigora, 13 Boussoughou, 14 Biyogo Poko, 15 Ndong, 16 Ndong Mba, 17 Obiang, 18 Mfa Mezui, 21 Mbingui, CT: Mbourounot